# Flock
Flock fue un navegador web que se especializó en proveer herramientas para el manejo de redes sociales y otros servicios Web 2.0 a través de su interfaz de usuario. Las primeras versiones de Flock utilizaron el motor de renderizado de HTML Gecko, de Mozilla; la versión 2.6.2 fue la última que se basó en Gecko. A partir de la versión 3, Flock se basó en Chromium y usó el motor de renderizado WebKit. El navegador estuvo disponible como descarga gratuita, para las plataformas Microsoft Windows y Mac OS X (anteriormente también GNU/Linux).
El soporte para Flock fue descontinuado en abril de 2011. Los desarrolladores de Flock recomendaron a los usuarios que migraran a Google Chrome o a Firefox.

## Historia
Flock era el sucesor de Round Two, que recaudó fondos de Bessemer Venture Partners, Catamount Ventures, Shasta Ventures, y otros inversores ángeles. Bart Decrem y Geoffrey Arone cofundaron la compañía.
Flock recaudó 15 millones de dólares en una cuarta ronda de financiación liderada por Fidelity Ventures el 22 de mayo de 2008.[cita requerida] Los inversores anteriores de la compañía, Bessemer Venture Partners, Catamount Ventures y Shasta Ventures, también participaron en la ronda. «La compañía planea utilizar los fondos para expandir sus esfuerzos en investigación y desarrollo, mercadeo y expansión global. Hasta la fecha, la compañía ha recaudado un estimado de $30 millones», de acuerdo con su comunicado de prensa.
Flock fue uno de los 12 navegadores ofrecidos a usuarios de Microsoft Windows en el Área Económica Europea en 2010.
En enero de 2011, Flock Inc. fue adquirido por Zynga. El navegador fue descontinuado, y su soporte terminó el 26 de abril de 2011.

## Características
Flock 2.5 integró redes sociales y servicios multimedia, incluyendo Myspace, Facebook, YouTube, Twitter, Flickr, Blogger, Gmail, Yahoo! Mail, etc. De manera notable, cuando se inicia sesión en cualquiera de los servicios soportados, Flock podía obtener actualizaciones de amigos, como actualizaciones de estado y fotos subidas. Asimismo, Flock podía buscar en Twitter, actualizar estado en múltiples servicios a la vez, y usar el chat de Facebook desde el navegador.
Otras características incluían:
- Compartición nativa de texto, enlaces, fotos y vídeos;[9]
- Una barra de multimedia que mostraba previsualizaciones de vídeos y fotos, así como suscripciones a canales de vídeo y fotos;[10]
- Un lector de noticias que soportaba Atom, RSS y Media RSS[7] feeds;[11]
- Un editor y lector de blogs, que permitía publicar en un blog de forma directa;[12]
- Un cliente de correo electrónico que permitía revisar el correo de servicios en línea soportados fuera de su sitio web y crear nuevos mensajes con contenido que se podía arrastrar desde el navegador;[13]
- Soporte para add-ons de terceros, incluyendo extensiones de Firefox.[14]

## Premios otorgados
Al finalizar la beta Flock fue galardonado por varios premios:[cita requerida]
- Premio Open Web y aplicaciones para widgets, 2007.
- Premio Webby en la creación de redes sociales, 2008.
- Premio de la comunidad SXSW, 2008.